# Ficus lyrata
Ficus lyrata là một loài thực vật có hoa trong họ Moraceae. Loài này được Warb mô tả khoa học đầu tiên năm 1894.

## Hình ảnh

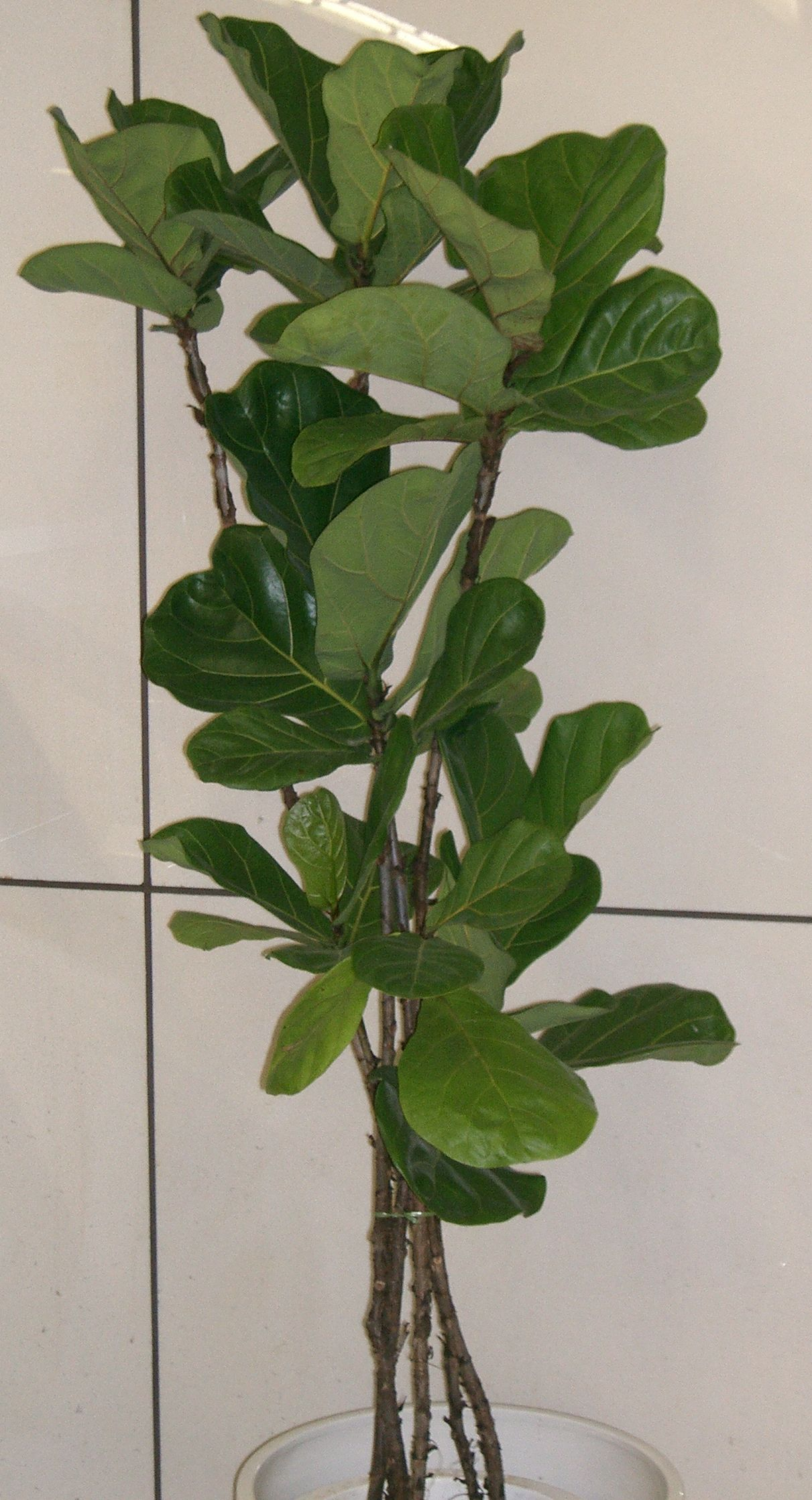
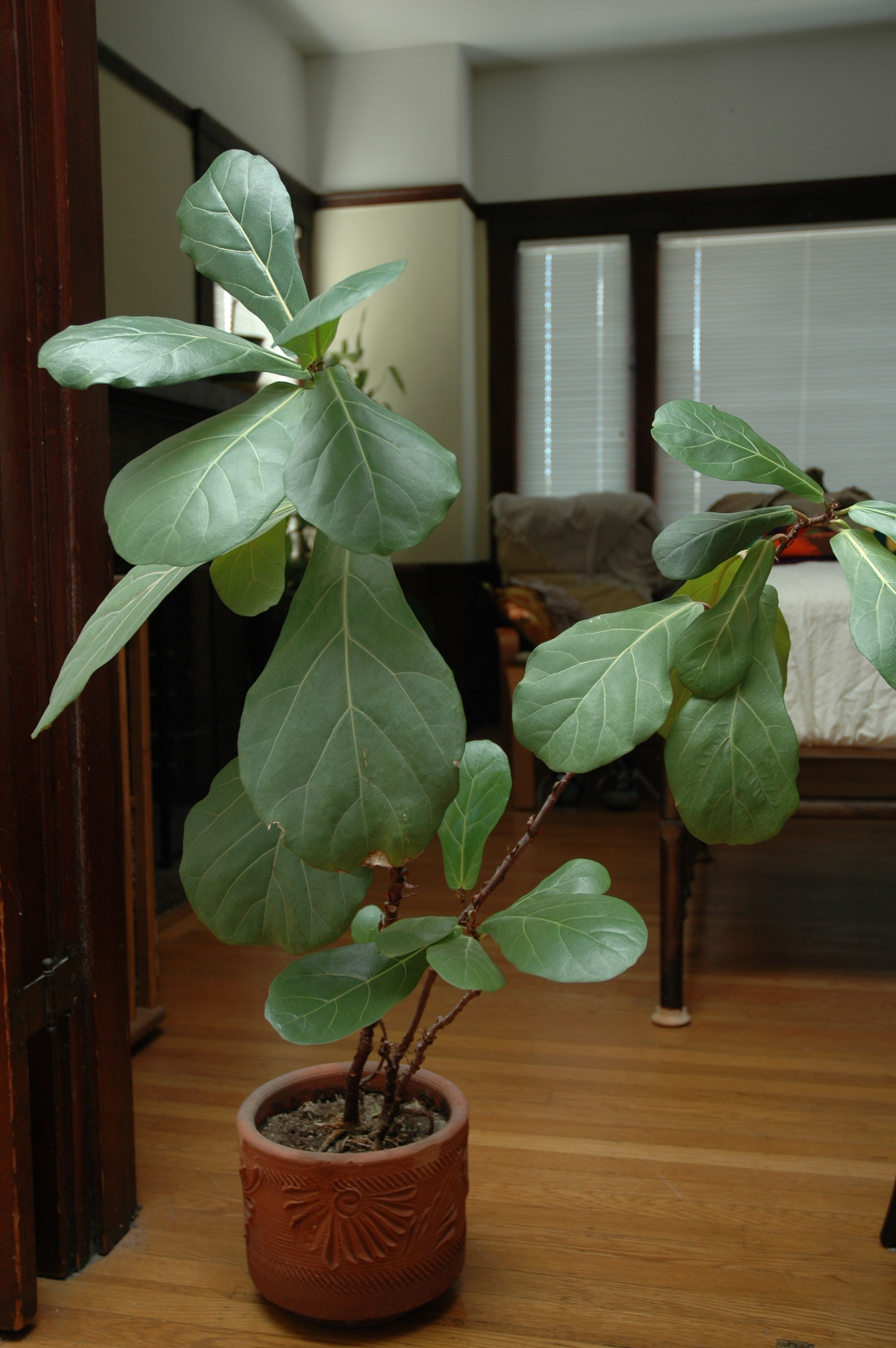
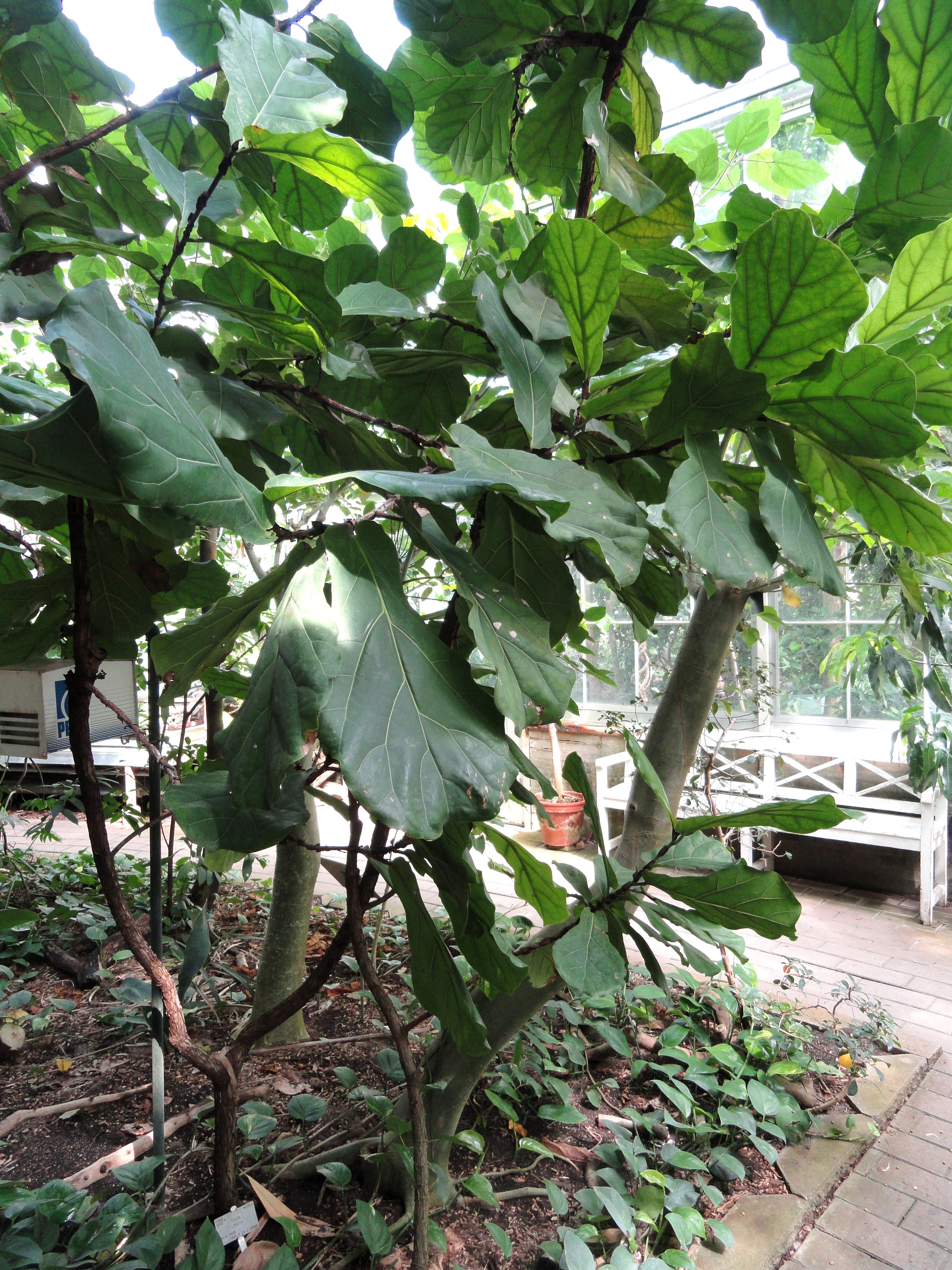
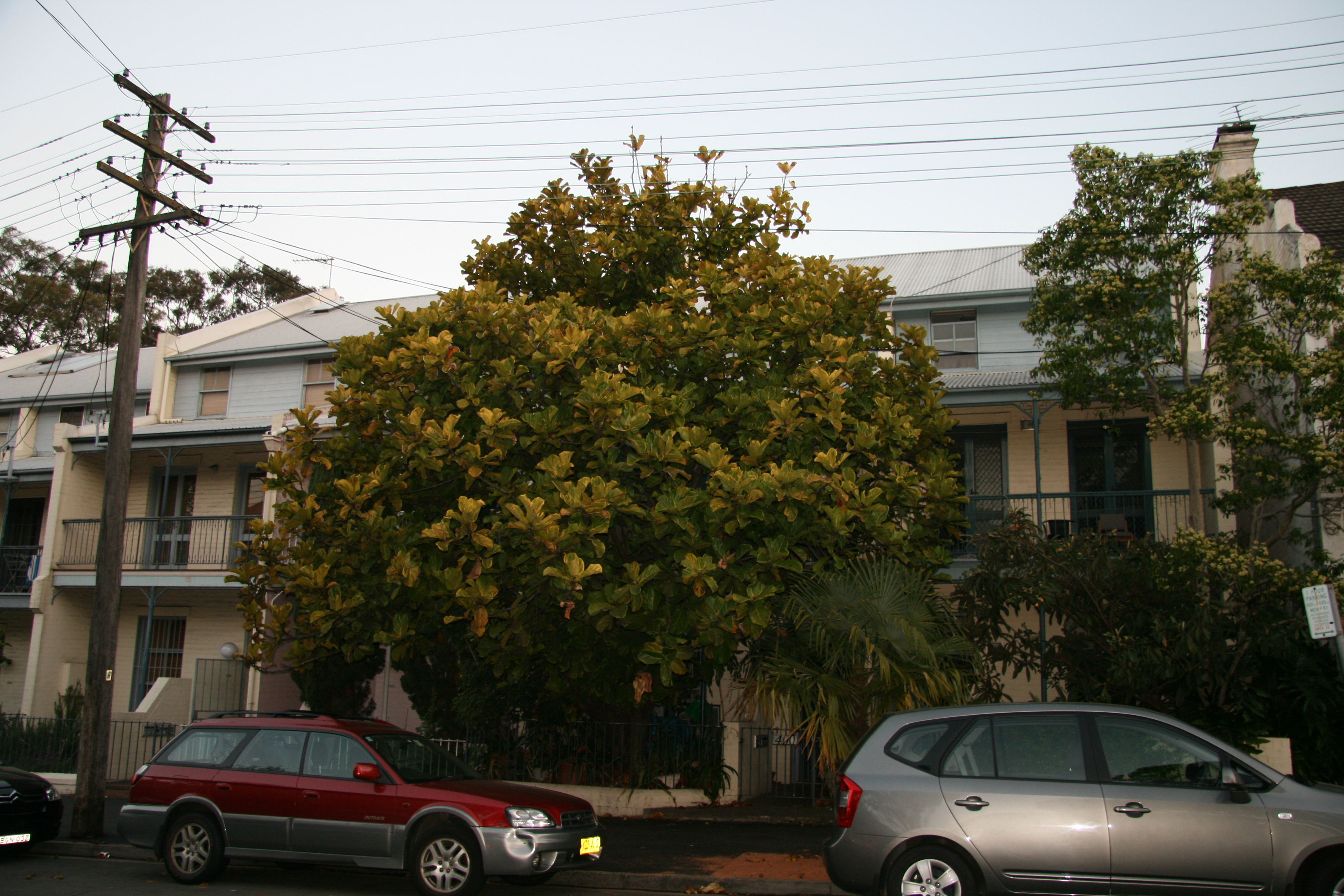